# 1867 v loďstvech
Tento článek obsahuje významné události v oblasti loďstev v roce 1867.

## Lodě vstoupivší do služby
- únor –  Messina – obrněná loď třídy Principe di Carignano